# Thomas Grenville

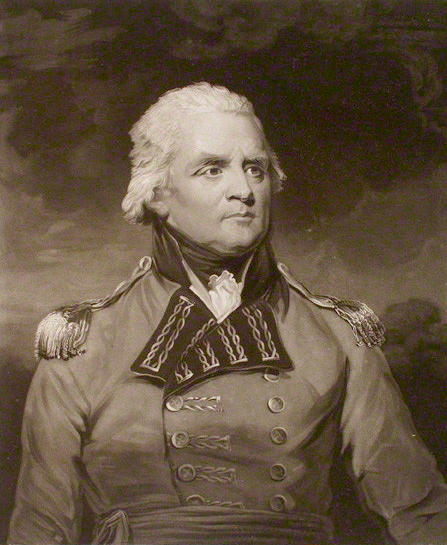
Thomas Grenville

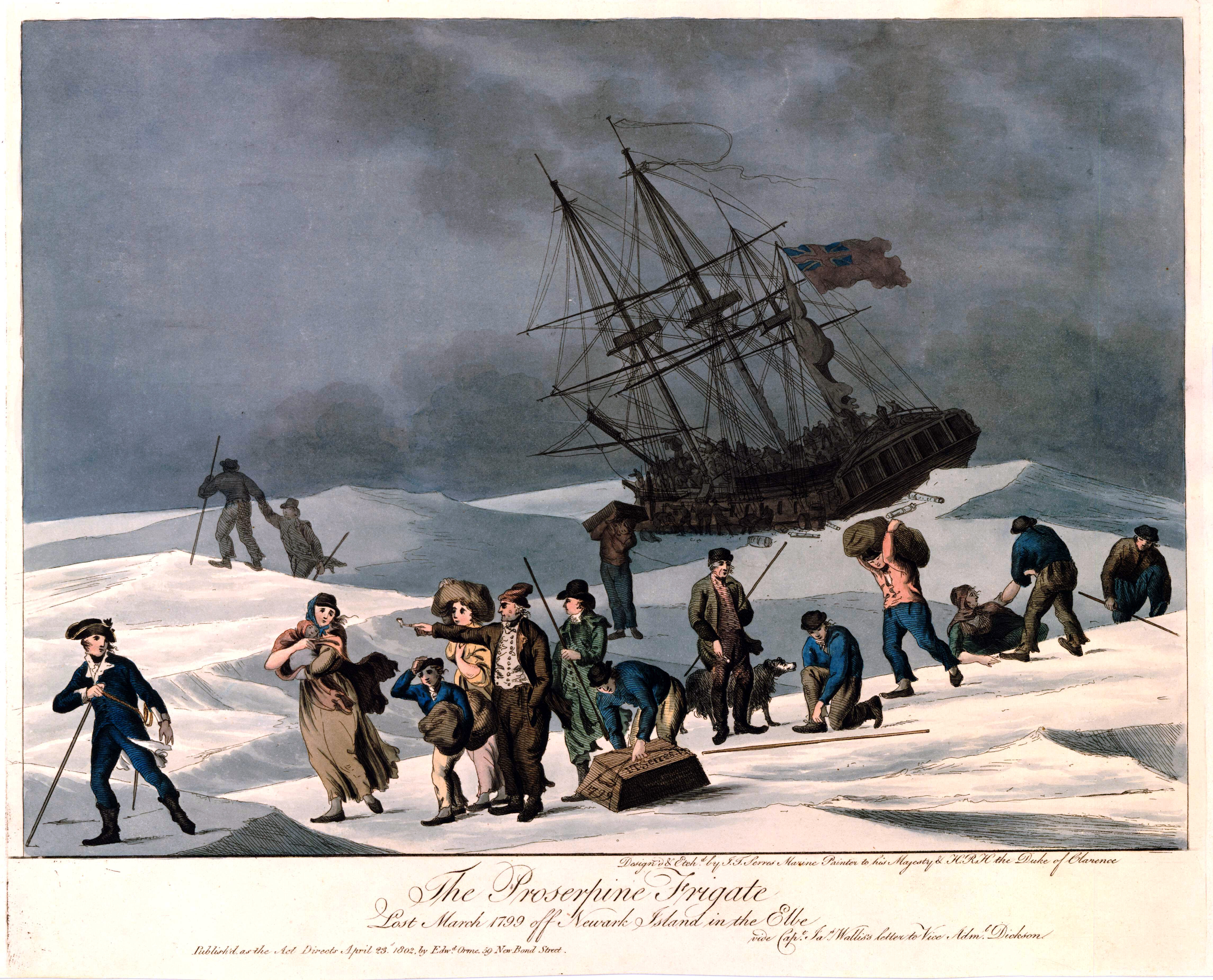
Flucht von der HMS Proserpine über das Watt (1799)

Thomas Grenville PC (* 31. Dezember 1755; † 17. Dezember 1846 in Piccadilly, London) war ein britischer Politiker, Diplomat und Bibliophiler. Von 1806 bis 1807 war er First Lord of the Admiralty.

## Leben
Sein Vater war George Grenville, sein älterer Bruder George Nugent-Temple-Grenville, 1. Marquess of Buckingham, sein jüngerer Bruder William Wyndham Grenville und sein Onkel der gleichnamige Seemann.
Grenville wurde 1779 Leutnant. Von 1780 bis 1790 war er Mitglied des Parlaments. 1806 wurde er President of the Board of Control und war vom 29. September 1806 bis zum 6. April 1807 First Lord of the Admiralty. Im Jahre 1798 wurde er zum Mitglied des Privy Council ernannt.
Auf einer geheimen diplomatischen Misson während des Zweiten Koalitionskriegs zu Friedrich Wilhelm III. in Berlin an Bord der Fregatte HMS Proserpine, strandete er 1799 vor Scharhörn und fand im Turm von Neuwerk Zuflucht, bevor er später über Cuxhaven weiterreisen konnte.
In den 1820er Jahren begann er, Bücher zu sammeln. Bis zu seinem Tod waren es 20.240 Bände mit 16.000 Titeln und 59 Manuskripte. Er vermachte seine Büchersammlung dem British Museum, die sie 1847 integrierte. Sie ist jetzt im King’s Library Tower in der British Library untergebracht.